# 騒音計

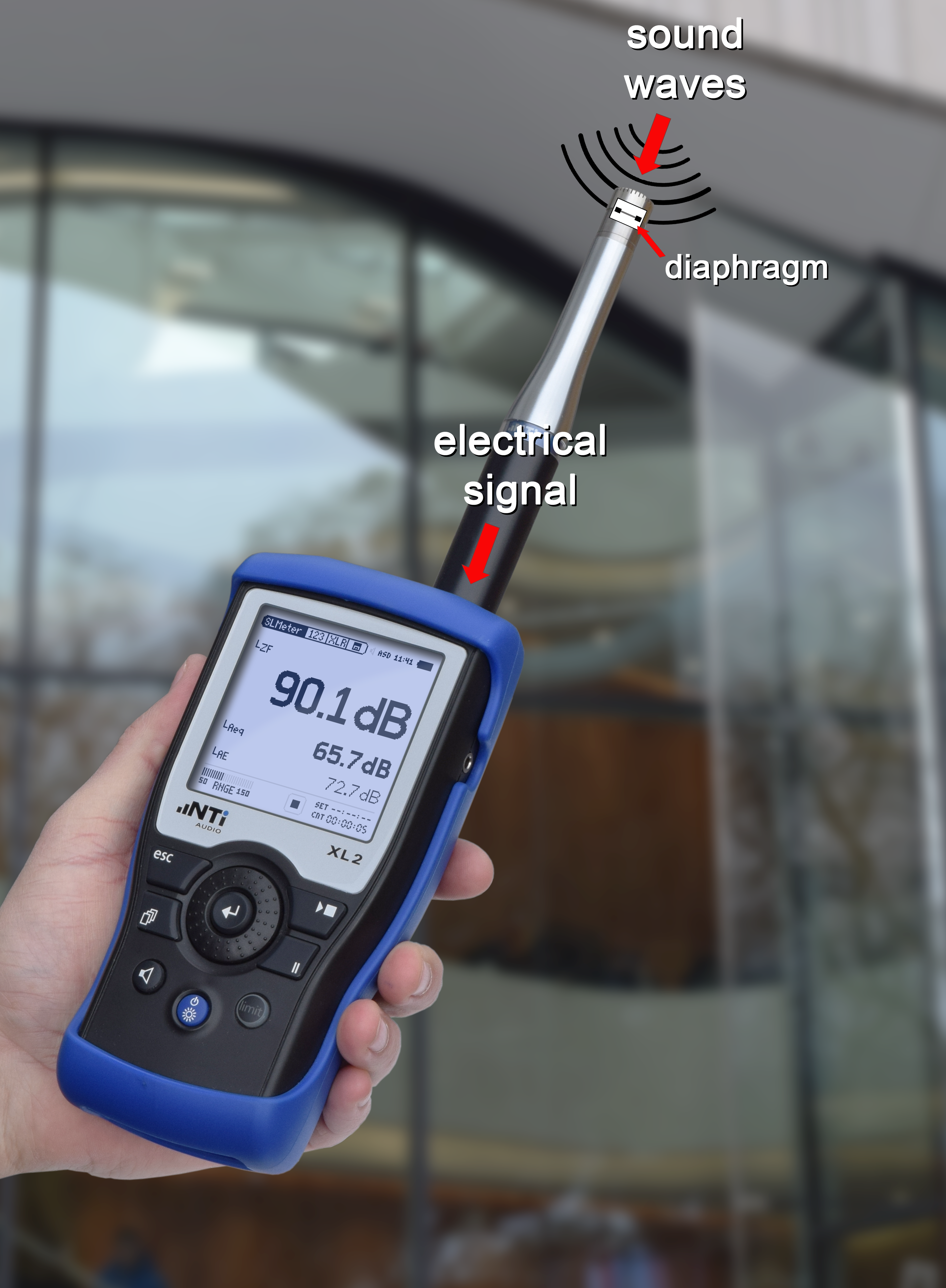
ポータブル騒音計

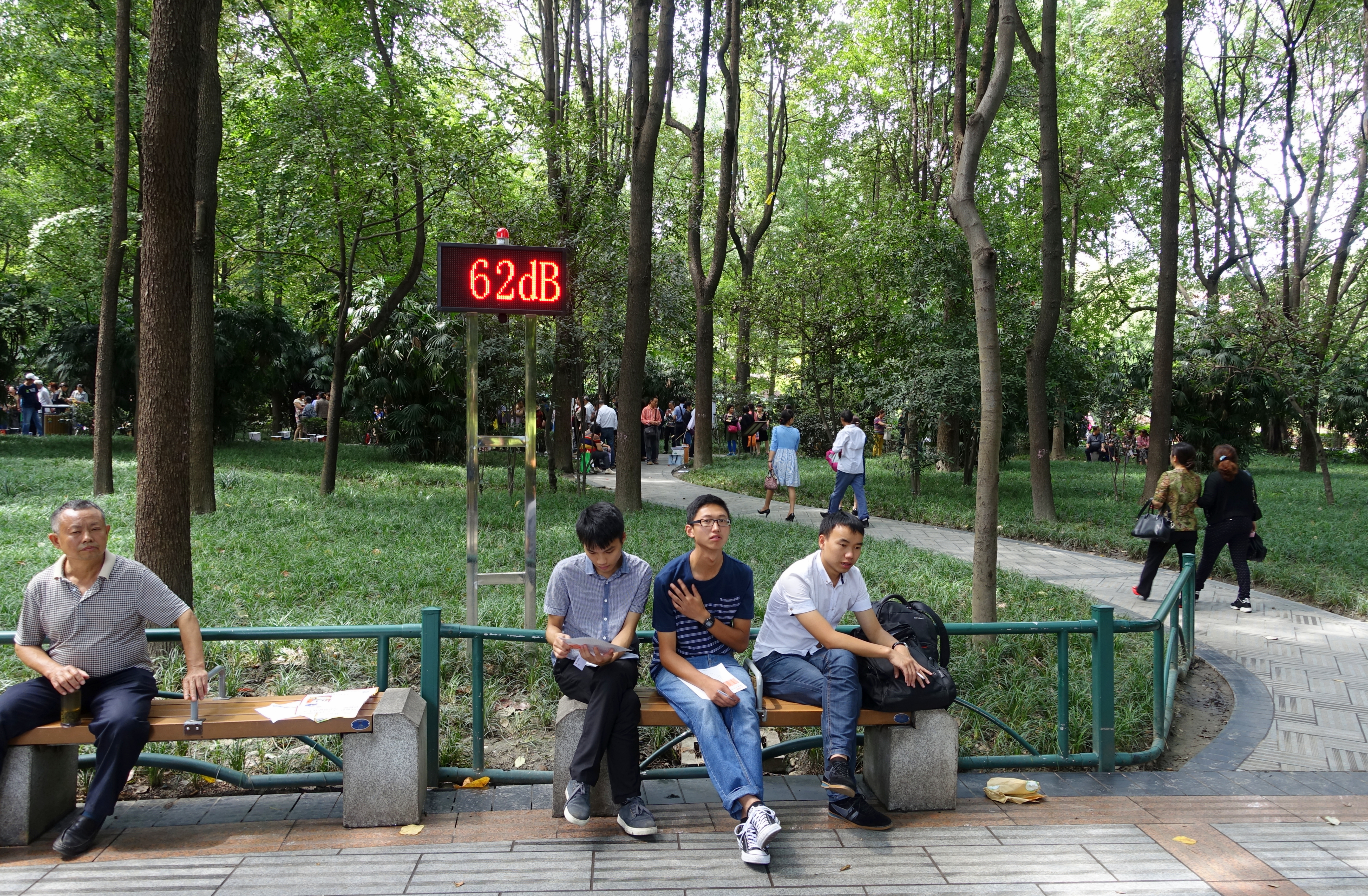
公園に設置された騒音計

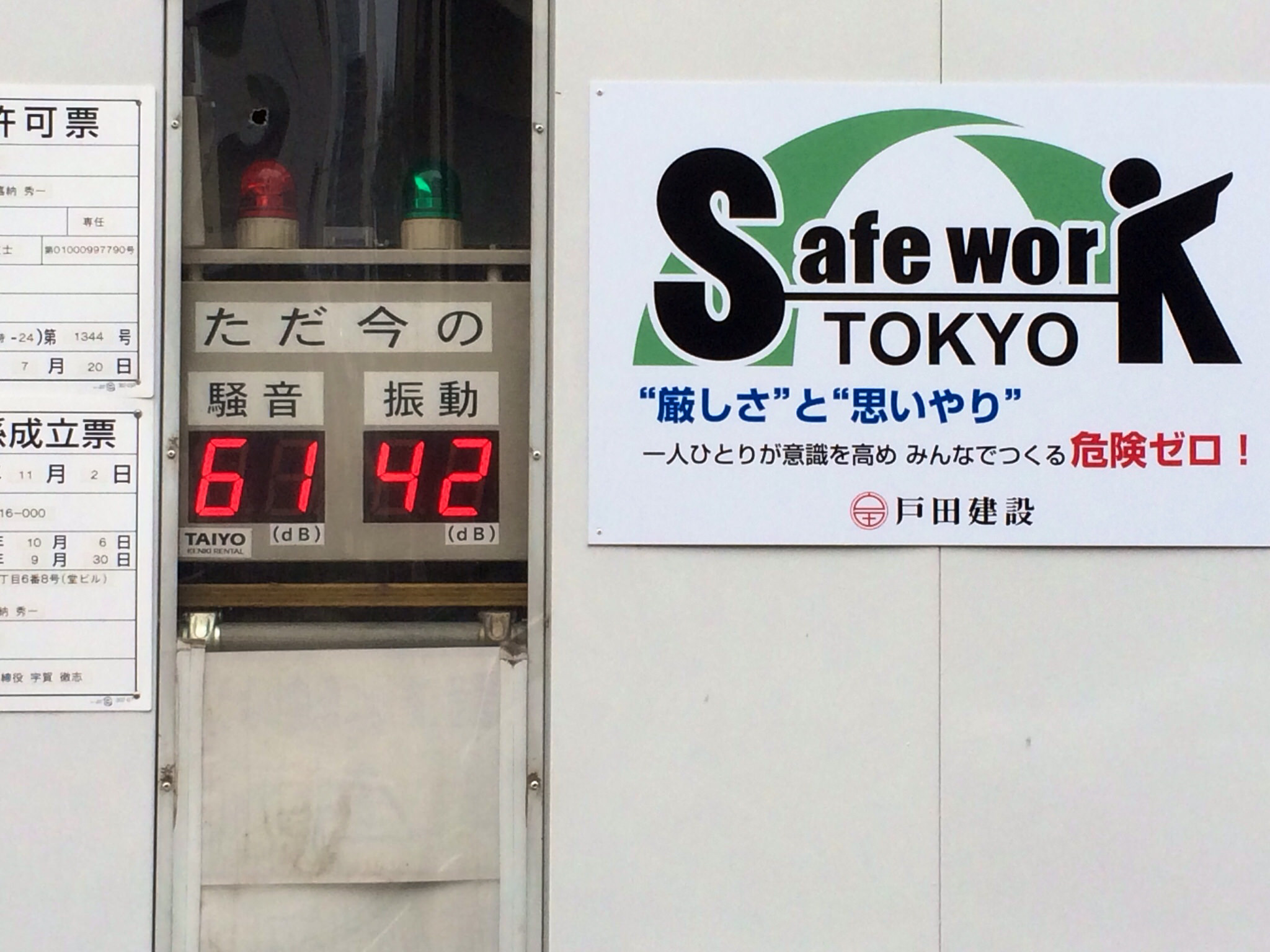
建設現場に設置された騒音、振動計

騒音計（そうおんけい、英：Sound level meter）は、音の客観的な物理的性質を数値化する装置。集音用のマイクロフォンを搭載する。この装置によって算出された数値を騒音レベルと言う。人の聴感特性を考慮した周波数重み付け特性Aが適用されていて、通常はdB（デシベル）の単位で表す。
騒音計は日本国内では計量法やJIS C 1509、国際的にはIEC 61672で規格が定められている。また、等価騒音レベルの測定方法について日本国内ではJIS Z 8731で定められているなど、検査、測定については他にも規定が存在する。

## 種類

### 計量法による区分
計量法で法定計量器として規定した時の区分で使われ、性能、規格により、大きく2種類に分けられる。
- 精密騒音計（クラス1）
- 普通騒音計（クラス2）

かつてはJISでもこの区分があったが、2005年に統合されたJIS C 1509-1では記述は削除され、計量法にのみ記述が残るようになった。これには次のような背景が影響している。
JISはIEC規格と整合を取るなどの目的で数回にわたり改正が繰り返された。一方、計量法では71条で検査に関する規定が設けられており、具体的には「特定計量器検査規則」に拠っているが、この規則は制定当時の規定内容を大きく変更することなく改正されてきたため、当初はJISと同じ水準にあったものが、両者に差がついて来た。2010年現在では検定検査規則はJISの一部の性能について規定するに過ぎなくなっている。従って、JISに適合する騒音計は基本的に検定検査規則にも合格することが出来、更に輸出対応などの関係もあって日本市場に流通する騒音計はJISにも計量法にも適合している。

### マニュアルによる区分
日本で運用されている下記のマニュアルで騒音計を幾つかのタイプに区分し、使用を認めている。例えば「航空機騒音測定・評価マニュアル」では次の3タイプに区分し、実用的にはI型とII型を使用している。
- I型：指数応答型騒音計。A特性/S特性（slow）の騒音レベルを0.1秒以下の標本間隔で連続記録する。
- II型：積分平均型騒音計。1秒間の平均騒音レベルを連続記録する。
- III型：積分型騒音計。騒音暴露レベル算出に使用。

### 測定対象による区分

#### 航空機騒音計
航空機騒音の測定では、固定式の大型のタイプも使用されている。これらは、飛行場周辺に設置されており、性能の良いものは複数のマイクロフォンを持っており、音源の位置判定能力が精細化している。更に高い性能を持つ機種ではプロペラ機とジェット機の識別、飛行機材の判定能力などがある。測定の注意点としては建造物による反射の影響を除去することなどが挙げられ、位置選定の際に考慮されている。最も高価な機材の場合、測定箇所に応じた事前データ収集を必要とし、「その場所での識別能力」に特化しているものもある（再配置時には調整が必要である）。こうした固定式の騒音計は他の検知装置や集計用システムに連接されて運用されている（参考文献、外部リンク参照）。鉄道用などと違い、無人測定も許容されている。
騒音計を使用して調査業務を請け負う企業の一つ『ピー・シー・イー』のリーフレットによれば、環境調査により計測が依頼された場合、調査地点の決定などに1～2週間程度を要するとされている。

## 周波数重み付け特性
騒音計は次の特性を持つ。通常、騒音を測るのに使われるのは、人の聴感特性を考慮した周波数重み付け特性Aである。
- 周波数重み付け特性A
- 周波数重み付け特性C
- 周波数重み付け特性Z

## 時間重み付け特性
音圧は正負に振動するので、マイクロフォンから得られる信号は交流信号である。これを騒音レベルにするには、時間重み特性をかける。道路交通騒音では、時間重み特性Fを使う。たとえば、同じ自動車の騒音を測っても、時間重み特性によって、レベルの変化は異なり、結果、最大のレベルは異なるので注意が必要である。
- 時間重み付け特性F（従来はFastと呼ばれた）時定数125 ms
- 時間重み付け特性S（従来はSlowと呼ばれた）時定数1 s

## マニュアル
日本では騒音測定に際して一定の手順、機能を要求するためのマニュアルが各省庁で作成されていることがある。使用して良い騒音計についてもその中で規定されている。
- 「航空機騒音測定・評価マニュアル」の作成等について（お知らせ） 2009年7月28日
- 在来鉄道騒音測定マニュアル 2010年5月
- 騒音に係る環境基準の評価マニュアル 1999年6月、2000年4月
  - 環境基本法に基づく道路交通騒音測定について規定。

## 廃止規格
- 普通騒音計 JIS C 1502 2005年3月20日廃止
- 精密騒音計 JIS C 1505 2005年3月20日廃止

これらの廃止はJIS C 1509の制定によるもの。JIS C 1509の特徴は電磁両立性に関する記述が規定されたことにある。